# 議院事務局法
議院事務局法（ぎいんじむきょくほう、昭和22年4月30日法律第83号）は、衆議院および参議院に附置される事務局に関する法律である。

## 概要
- 衆議院及び参議院に対して事務局、調査局を設置するとともに、その職員たる調査員並びに衛視の設置について定めている。

## 構成
- 本文23条と附則で構成される。